# كارولين إلام
كارولين إلام (بالإنجليزية: Caroline Elam)‏ هي مؤرخة الفن بريطانية، ولدت في 1945.